# Station Leopoldov
Station Leopoldov is een treinstation in de gelijknamige gemeente in het westen van Slowakije met een belangrijke functie als spoorwegknooppunt.

## Ligging
Het reizigersstation Leopoldov is gesitueerd in het noordwesten van de stad, dicht bij verkeersweg nummer 513, aan het kruispunt van de straten: Nádražná en de Gojdičova.

## Geschiedenis
Het station werd gebouwd op de lijn Trnava - Nové Mesto nad Váhom (anno 2024: lijn 120), die op 2 juni 1876 in dienst werd gesteld. Aanvankelijk was het een spoorweginstelling zonder bijzonder belang.
Pas op 20 juli 1885 werd er een vertakking aangelegd, toen de lijn uit Sereď (anno 2024: lijn 133) tot Leopoldov verlengd werd.
De laatste ontwikkeling was de indienststelling van het traject Lužianky-Leopoldov op 31 maart 1898, zijnde een sectie van lijn 141.

## Lijnen
- Lijn 120: Bratislava – Žilina
- Lijn 133: Galanta – Leopoldov
- Lijn 141: Leopoldov – Kozárovce.

## Treindienst
In het station rijden OS-treinen (omnibus = stoptrein), sneltreinen, REx-treinen (REx=Regional Express sneltrein), R-treinen (R=Rychlík: de traagste categorie langeafstandstreinen).

## Dienstverlening

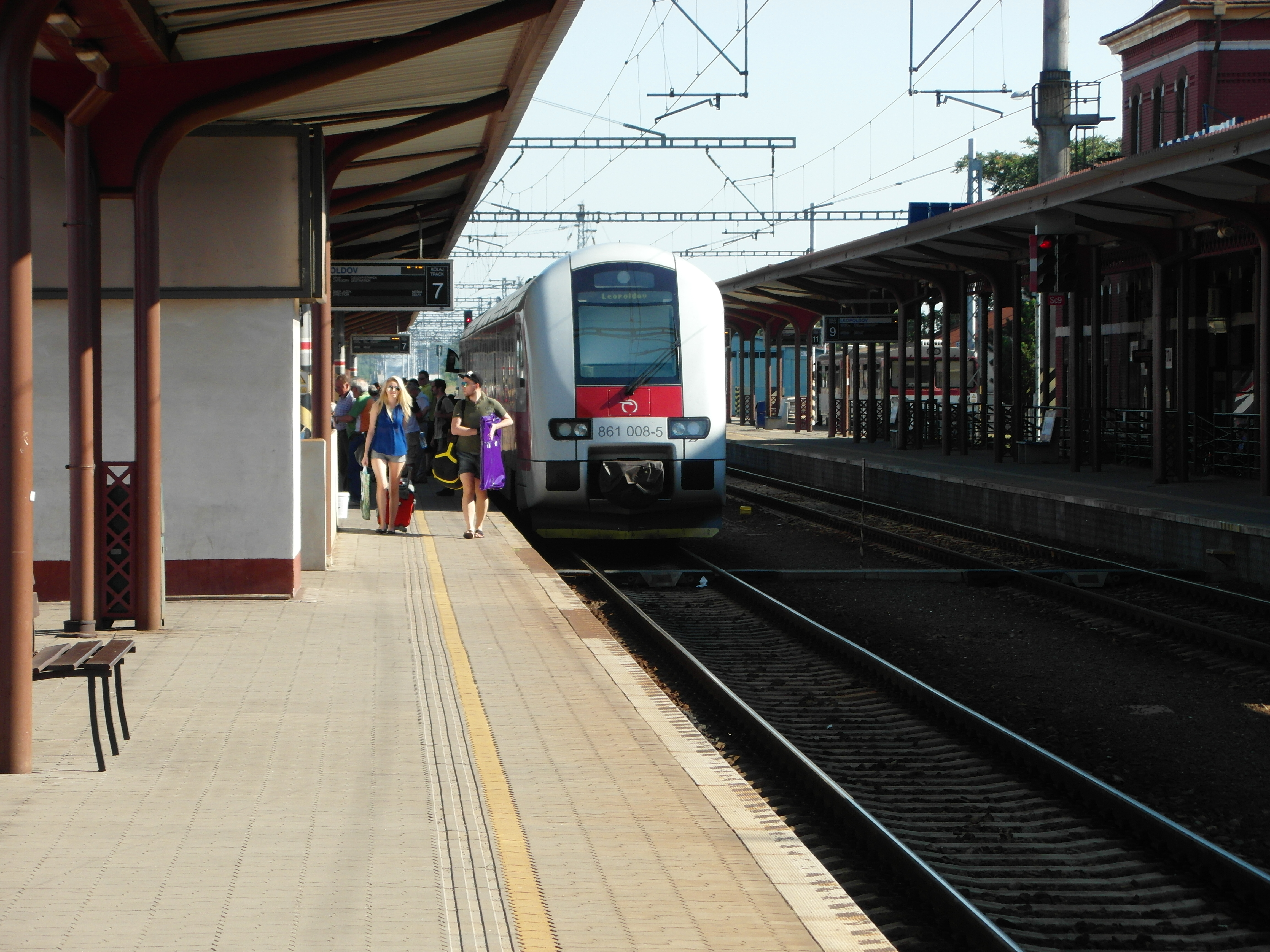
Zicht op de perrons

Tegenover het ontvangstgebouw bevindt zich een bushalte.
De spoorweginstelling behoort tot de infrastructuur van de ŽSR.
Anno 2025 is in het station een loket met personeel voorhanden, waar reisbiljetten worden verkocht voor binnenverkeer en internationaal verkeer. Voor de openingsuren van dit loket: zie de onderstaande externe link: "ŽSSK - Loket - Openingsuren". 